# Ascorhynchus cryptopygius
Ascorhynchus cryptopygius är en havsspindelart som beskrevs av Ortmann, A.E. 1890. Ascorhynchus cryptopygius ingår i släktet Ascorhynchus och familjen Ammotheidae. Inga underarter finns listade i Catalogue of Life.